# 杰克·奥利弗
約翰·埃特勒·「杰克」·奥利弗（John "Jack" Ertle Oliver，1923年9月26日—2011年1月5日）是美国地球学家，板块构造理论的先驱，美国国家科学院院士。
杰克·奥利弗曾工作于美国哥伦比亚地质观测所，1958年-1959年任有关《禁止核试验条约》问题的白宫顾问。分别担任过美国地震学会和美国地质学会主席。1971年起在康奈尔大学地球与大气科学系工作。